# Speikkogel (Eisenerzer Alpen)
Der Speikkogel ist ein 1992 m ü. A. hoher Gipfel der Eisenerzer Alpen über dem Schoberpass.

## Lage und Landschaft
Der Berg befindet sich zwischen Wald am Schoberpaß und Radmer. Er liegt im Hauptgrat der Eisenerzer Alpen, westlich des Zeiritzkampel (2125 m ü. A.). Von diesem ist er durch den Sattel beim Antonikreuz (ca. 1880 m) getrennt, dazwischen erhebt sich das Hinkareck (1932 m ü. A.). Die Einsattelung zu diesem ist 1870 m hoch. In die andere Richtung geht der Kamm über das Seekartörl (1875 m ü. A.) zur Lahnerleitenspitze (2027 m ü. A.).
Südwärts fließt  der Sulzbach, der Nebenbach der Liesing am Schoberpass. Südwestlich entspringt die Palten. Nördlich geht unterhalb der Jakobsleiten im Seekar der Pfefferwinkelgraben als einer der Quellläufe zum Radmer Bach und Erzbach. Die Liesing geht zur Mur, Palten und Erzbach zur Enns. Damit gehört der Gipfel zur Hauptwasserscheide der Alpen. 
Der Gipfel liegt an der Gemeindegrenze Wald am Schoberpaß zu Radmer bei Eisenerz (dort erhebt sich auch ein weiterer Speikkogel). Der Name bezieht sich auf den (Echten) Speik (Valeriana celtica), einer Pflanze für einen wertvollen Duftstoff, der besonders über Judenburg und Venedig in den Orient gehandelt wurde.

## Geologie
Der Gipfel bildet sich aus Blasseneck-Porphyroid des Hauptkammes der Eisenerzer Alpen, der zur Norischen Decke der Grauwackenzone gehört. Diese Formation wird als Ablagerung von Asche-Strömen eines alten Vulkanismus interpretiert, die Datierung ist unklar, und wird etwa ins Devon (vor um die 400 Mio. Jahren) gestellt.

## Touren
Über den Gipfel verläuft der Eisenerzer-Alpen-Kammweg (Nr. 673). Der Zustieg auf markierten Wegen erfolgt über das Antonikreuz (von Wald oder Radmer) oder das Leobner Törl (1739 m ü. A.) westlich der Lahnerleitenspitze (von Vorwald respektive Wald, oder von Johnsbach).